# Freaks (canción de French Montana)
«Freaks» —en español: «Monstruos»— es una canción del cantante de hip hop French Montana y cuenta con la rapera Nicki Minaj. Fue lanzado el 14 de febrero de 2013, como el segundo sencillo de su álbum debut Excuse My French (2013). La canción fue producido por Rico Love, Earl & E from Division 1.

## Video musical
El 18 de febrero de 2013, el video musical fue filmado para "Freaks". El 7 de marzo de 2013, el video musical fue lanzado.

## Lista de canciones
Sencillo digital
| N.º | Título                           | Escritor(es) | Productor (es)      | Duración |  |
| 1.  | «Freaks» (featuring Nicki Minaj) | Karim Kharbouch, Onika Maraj, Richard Butler Jr., Earl Hood, Eric Goudy III, Douglas L. Davis, Quame Riley, Everton Bonner, Sly Dunbar, John Christopher Taylor, Lloyd Oliver Willis | Rico Love, Earl & E | 3:03     |  |

## Posicionamiento en listas
| Listas (2013)                      | Mejor posición |
| ---------------------------------- | -------------- |
| French (SNEP)                      | 140            |
| Netherlands (MegaCharts)           | 77             |
| US Billboard Hot 100               | 77             |
| US Billboard Hot R&B/Hip-Hop Songs | 25             |
| US Billboard Rap Songs             | 18             |